# Книтцер, Джозеф
Джозеф Книтцер (англ. Joseph Knitzer; 11 октября 1913, Нью-Йорк — 1 июля 1967) — американский скрипач.
Вырос в Детройте, начал выступать с раннего детства. В 1923—1930 гг. учился в Нью-Йорке у Леопольда Ауэра, позднее занимался также у Луиса Персинджера. В 1927 году дебютировал с Нью-Йоркским симфоническим оркестром под управлением Вальтера Дамроша. В 1934 году выиграл Наумбурговский конкурс молодых исполнителей.
В 1930-е гг. концертировал как солист, однако с ограниченным успехом; по поводу концерта 1937 года «Нью-Йорк Таймс» отмечала изящный тон и лёгкую технику скрипача, указывая на недостаток глубины и страсти. Тем не менее на счету Книтцера выступления с Филадельфийским оркестром под управлением Леопольда Стоковского и с Нью-Йоркским филармоническим оркестром под управлением Джона Барбиролли. В 1941—1954 гг. возглавлял кафедру скрипки Кливлендского института музыки, одновременно в 1945—1946 гг. концертмейстер Кливлендского оркестра (по приглашению Георга Селла, который, однако, быстро разочаровался в своём выборе). В 1954—1955 гг. преподавал в Северо-Западном университете, затем в 1955—1964 гг. в Истменовской школе музыки, где возглавлял также струнный квартет (во главе которого в 1960 году предпринял гастрольное турне с выступлениями в Югославии, Греции, Турции, Ливане, Сирии, Иордании, Египте и Марокко). С 1964 года и до конца жизни профессор Мичиганского университета.